# Giulio Alfieri
Giulio Alfieri (10 de julio de 1924 – 20 de marzo de 2002) fue un ingeniero automovilístico italiano, asociado con Maserati en Modena, Italia desde 1953, donde desempeñó la jefatura en el desarrollo de coches de competición y producción en las décadas de 1950 y 1960.

## Semblanza

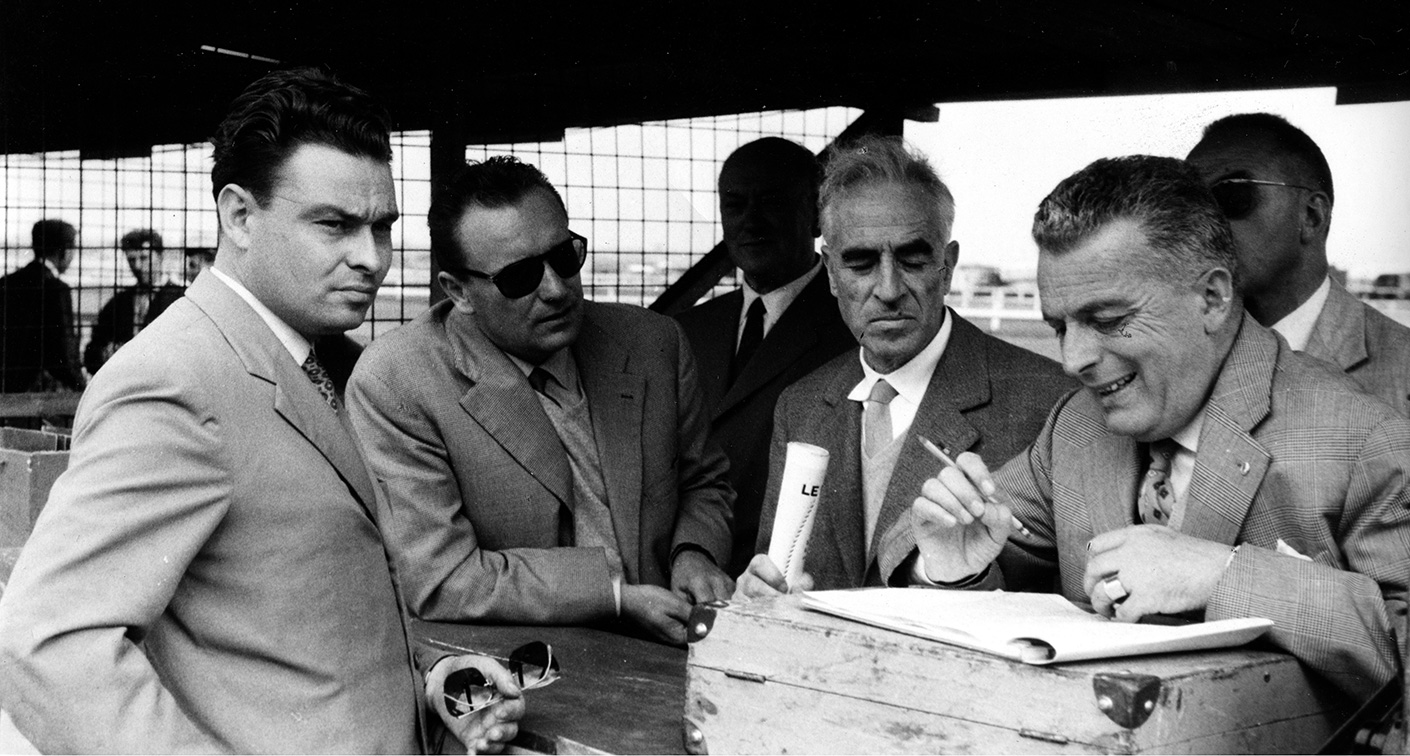
Alfieri (izquierda), con Orsi, Canestrini y Ugolini

Alfieri nació en Parma. Tras graduarse en el Politécnico de Milán, trabajó primero en turbinas de vapor para la industria naviera Cantieri Navali of Tirreno, en Génova, y posteriormente se unió al constructor de automóviles Innocenti en 1949.
Empleado en 1953 por Adolfo Orsi, Alfieri se unió al gabinete técnico de Maserati junto a Gioacchino Colombo, Vittorio Bellentani y a otros expertos ingenieros. 
Alfieri trabajó en los motores de seis y ocho cilindros usados en el Maserati A6 (1955), Maserati 250F (1957), así como en el motor V8 de competición, que posteriormente serviría de base para el V6 del Maserati Merak y del Citroën SM (1969). También participó en los prototipos para el motor V12 que se intentó llevar al Cooper-Maserati para la competición de Fórmula 1 (1966). Sin embargo, es conocido por el diseño del Maserati 3500 GT (1957) y el Maserati Birdcage (1961), ambos con la base de estructura de chasis superleggera.

Alfieri dejó Maserati en 1973 y trabajó posteriormente en Lamborghini con Ubaldo Sgarzi desarrollando los motores V8 y V12 (1975-1987).
Falleció en Módena en 2002.

## Galería
Coches y motores diseñados por Giulio Alfieri

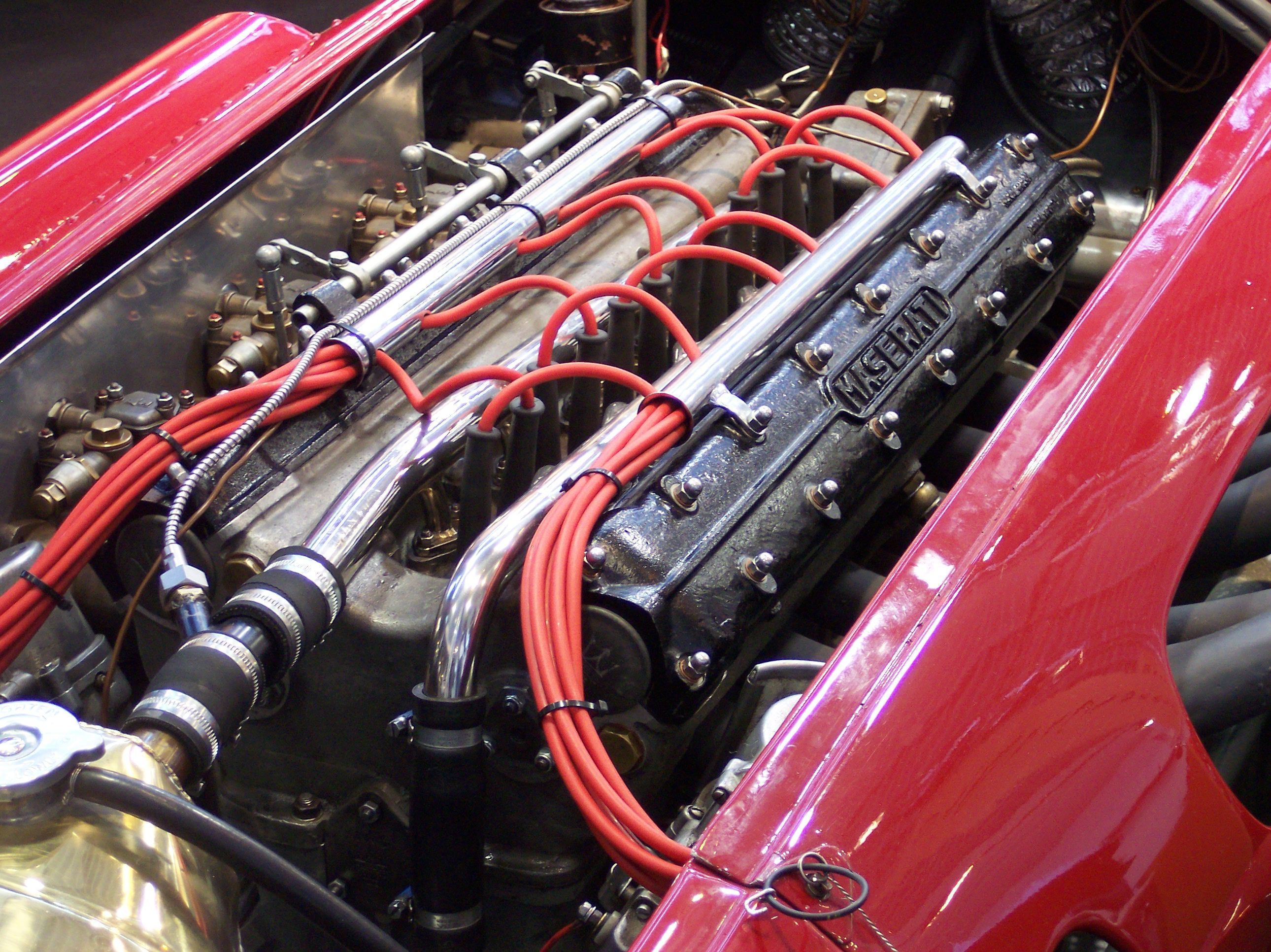
Motor V8 del Maserati 250F
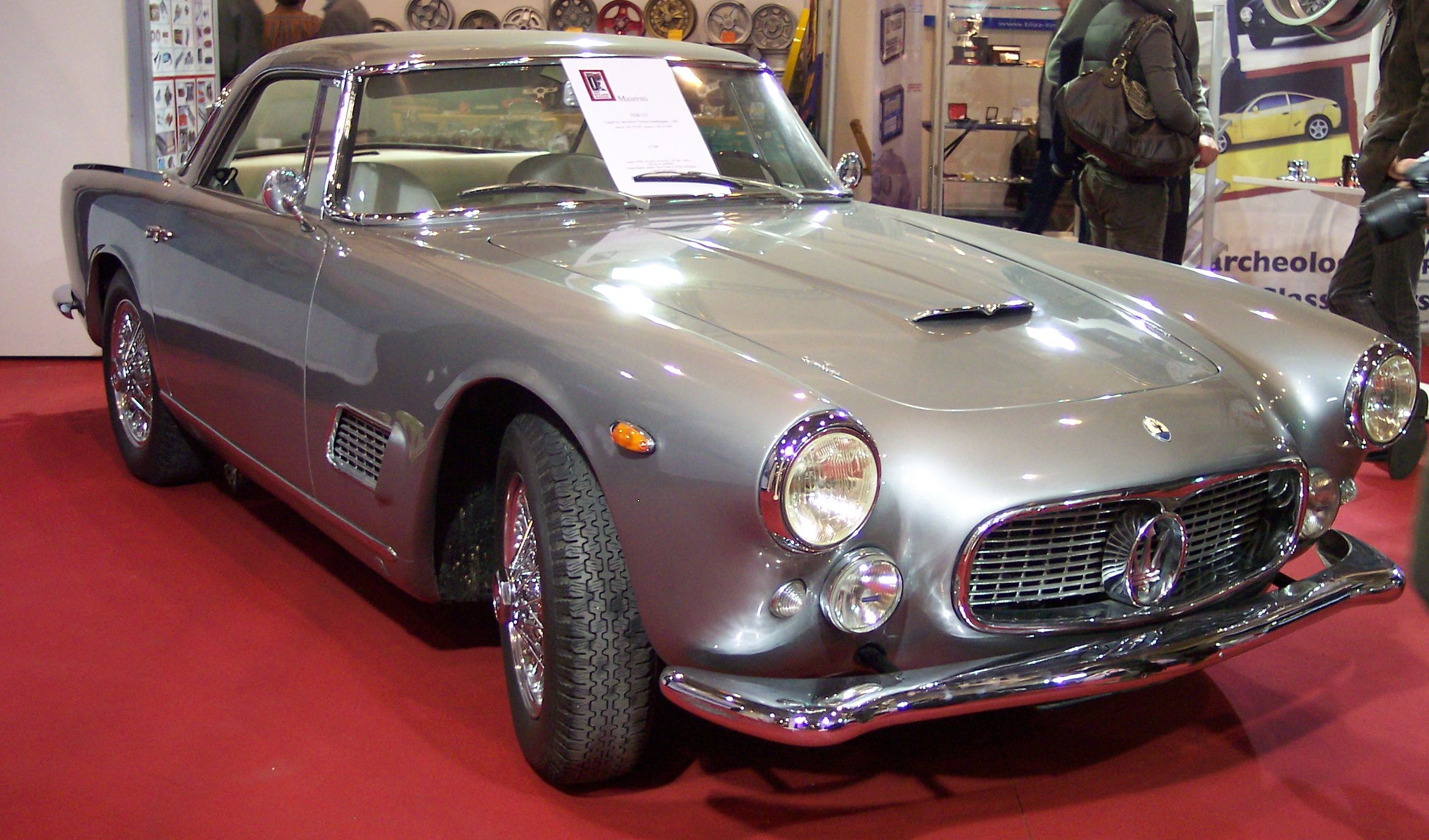
Maserati 3500GT
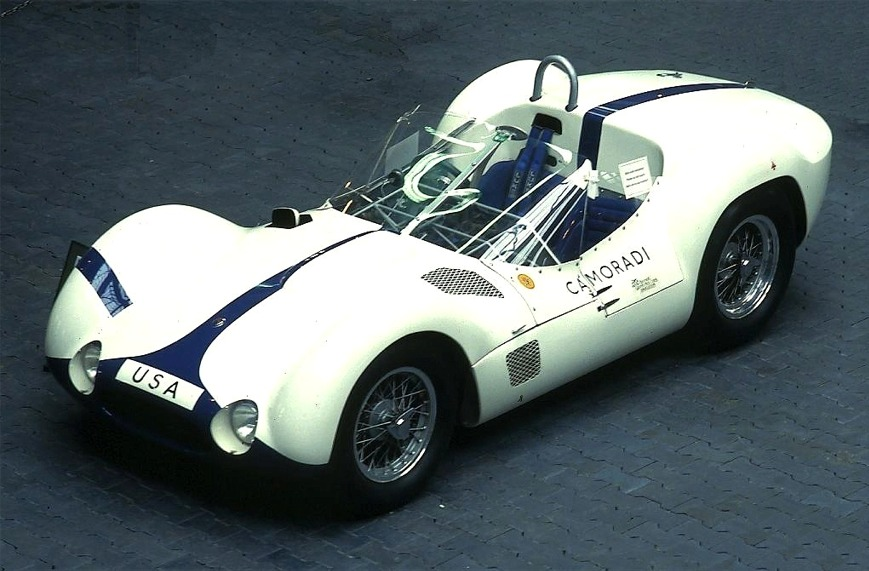
Maserati Birdcage
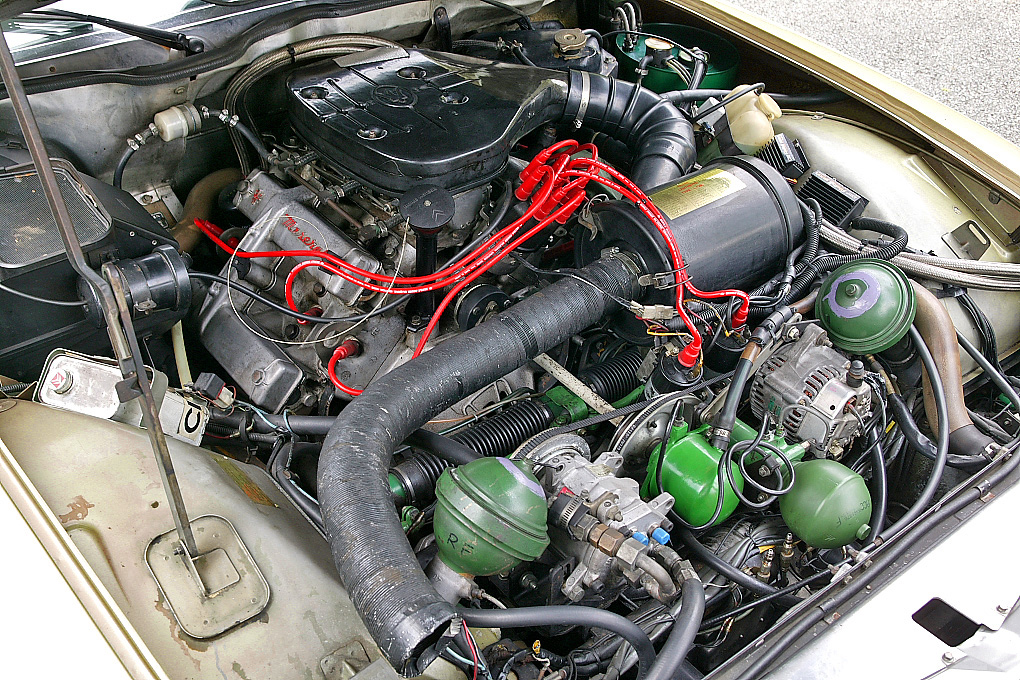
Motor C114-03 del Maserati Merak y del Citroën SM